# Neftçi PFC

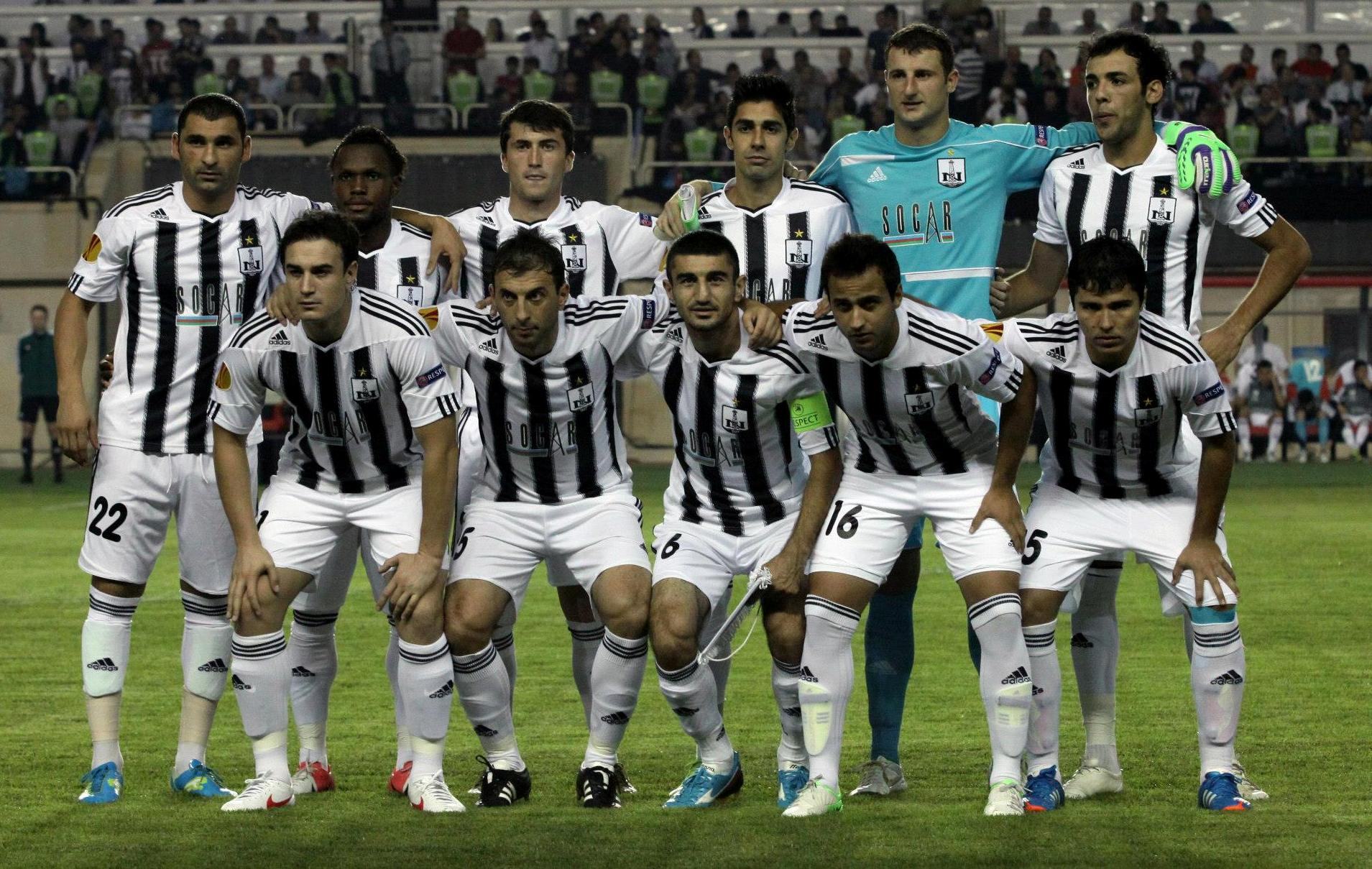
Team van 2012

Neftçi Bakoe is een Azerbeidzjaanse voetbalclub uit de hoofdstad Bakoe.
De club werd in 1937 opgericht als Neftianik Bakoe en behield deze naam tot 1969 toen de huidige naam werd aangenomen. Ten tijde van de Sovjet-Unie speelde de club vaak in de hoogste klasse, in totaal 27 seizoenen. De beste notering was een derde plaats in 1966. Na de onafhankelijkheid van Azerbeidzjan was de club vrij succesvol en behaalde al negen landstitels en zes keer de bekerzege.
Neftçi Bakoe speelt zijn thuiswedstrijden in het Tofikh Bakhramovstadion dat een totale capaciteit heeft van 28.000 zitplaatsen. Ook heeft de club een enorme rivaliteit tegen FK Qarabağ. Deze derby noemt men in eigen land Böyük Oyun wat "De grote wedstrijd" betekent.

## Geschiedenis

### De oprichting
De club is opgericht in 1937 als Neftianik. Deze naam werd in 1968 veranderd naar Neftsji Bakoe. Sinds de onafhankelijkheid van Azerbeidzjan speelde de club onafgebroken in het hoogste voetbaldivisie en wordt de naam volgens de Azerbeidzjaanse spelling als Neftçi geschreven.. Daarvoor kwam de club uit in de competities van het Sovjet-Unie. In de Sovjet-Unie speelde de club 27 seizoenen in het hoogste divisie van het land. Bij de oprichting koos men voor zwart en wit als clubkleuren. Sinds de oprichting is de club een grote rivaal van FK Khazar Lenkoran. Als deze twee teams een wedstrijd spelen tegen elkaar, wordt dit beschreven als de grootste derby van het land.

### De jaren 70 - Periode in de Sovjet-Unie
In het seizoen 1970 kwam de club uit in het Voetbalkampioenschap van de Sovjet-Unie dat toen beter bekend was als de Soviet Top League. De club eindigde op een 11e plaats met 29 punten. Dit was evenveel als Ararat Jerevan dat op een 12e plaats achter Neftçi Bakoe eindigde. In het seizoen 1971 werd de club gerangschikt op een 9e plaats met 4 punten meer dan FK Sjachtar Donetsk dat datzelfde seizoen met 24 punten degradeerde. Uiteindelijk in het seizoen 1972 werd de club laatste van de 16 teams en degradeerde zo dus naar het Soviet First League wad de tweede hoogste divisie was van het Sovjet-Unie. In 1973 werd de club gerangschikt op een 4e plaats en mist zo dus net een promotiekans. Ook in 1974 presteert de club goed door vijfde te eindigen in de competitie, maar weet alweer niet te promoveren. In het seizoen 1975 wordt de club alweer 5e geplaatst. In 1976 weet de club dan toch te promoveren naar het Top League door 2e te eindigen in deze competitie. In 1977 eindigt de club de competitie op een 13e plaats van de 16 ploegen, en mag zo dus nipt niet degraderen. Ook in het seizoen 1978 wordt de club gerangschikt op een 13e plaats. In 1979 eindigt de club dan toch op een 14e plaats maar mag van geluk spreken omdat er vanaf dit seizoen in de competitie 18 ploegen zullen deelnemen.

### De jaren 80 - Professionalisering
In het seizoen 1980 wordt de club 13e gerangschikt in het Soviet Top League. In het seizoen 1981 doet de club het iets beter door op een 10e plaats te eindigen. In 1982 eindigt de club op een 16e plaats van de 18 ploegen maar omdat alleen de laatste twee ploegen degraderen mocht Neftçi Bakoe nog altijd uitkomen in het Top League. Ook in het seizoen 1983 wordt de club nog geplaatst op een 13e plaats in de rangschikking. In het seizoen 1984 wordt de club 15e gerangschikt op het klassement. Verder wordt Neftçi nog in het seizoen 1985 16e gerangschikt, in 1986 13e gerangschikt en 1987 9e gerangschikt in de competitie. Uiteindelijk in het seizoen 1988 wordt de club 15e geplaatst van de zestien ploegen en degradeert zo naar het tweede divisie. Tot en met 1990 komt de club daar uit en wist dus zo nog niet te promoveren of te degraderen.

### De jaren 90 - De eerste competitiesuccessen
In het seizoen 1990 en 1991 kwam de club uit in de Soviet First League (Tweede divisie van het Sovjet-Unie). Vanaf 1992 zal Neftçi uitkomen in het Azerbeidzjaanse competities. In het seizoen 1991-1992 wordt de club al meteen kampioen in de Azerbeidzjaanse Yüksək Dəstə. In het bekertoernooi van het land wordt de club uitgeschakeld in de kwart-finales. In het seizoen 1992-1993 behaalt de club de 3e plaats en in het bekertoernooi raakt het alweer niet verder dan de kwart-finales. In het seizoen 1993-1994 doet Neftçi slechter werk door op een 8e plaats te eindigen. En ook dit seizoen worden er nog geen goede prestaties neergelegd in het bekertoernooi van het land. Dat doet Neftçi wel in het seizoen 1994-1995 door de beker van Azerbeidzjan te winnen. Het won in de finale tegen FK Energetik Mingachevir met een 1-0-eindstand. In de competitie deed het het wel iets beter dan de laatste twee jaar maar nog altijd niet goed. Neftçi eindigde dat seizoen op een 3e plaats. Het eerste beste seizoen van de club is in 1995-1996 wanneer Neftçi de landskampioen en bekerwinnaar wordt. In de competitie eindigt de club op een 5e plaats dus mag zo net meedoen aan de play-offs voor het kampioenschap. Neftçi Bakoe eindigt daar op een eerste plaats en mag zichzelf zo dus voor de tweede keer kampioen noemen. In het beker won Neftçi in de finale tegen FK Qarabağ met een 3-0-eindstand. Ook in het seizoen 1996-1997 wordt de club landskampioen met 74 punten. Dit was 3 punten meer dan Qarabağ dat dit seizoen op een 2e plaats achter Neftçi eindigde. Een iets slechter seizoen beleeft de club in het seizoen 1997-1998 wanneer de club onder de verwachtingen van de supporters geen beker kon winnen en geen goede prestaties kon boeken in de competities. In de competitie eindigde Neftçi dat seizoen op een 6e plaats en in het beker werd het uitgeschakeld in de halve-finales. In het seizoen 1998-1999 werd de club 3e in de competitie, maar boekt deze keer een grotere succes in het beker. Het moest in de finale opnemen tegen FK Shamkir. De wedstrijd eindigde op een 0-0 gelijkspel dus volgde een verlenging. Ook dit was niet genoeg om te scoren bepalen. Pas bij de strafschoppen wist Neftçi met 5-4 te winnen en mocht het zichzelf voor de derde keer bekerwinnaar van het land noemen. Verder wordt Neftçi nog in het seizoen 1999-2000 gerangschikt op een 3e plaats en uitgeschakeld in de halve-finales in het beker.

### 2000-2012
In het seizoen 2000-2001 wordt de club net niet kampioen en eindigt zo dus op een tweede plaats. Neftçi eindigde dat seizoen met evenveel punten als de kampioen FK Shamkir, maar omdat Shamkir een beter doelpuntensaldo had mocht Neftçi tevreden zijn met een 2e plaats. Ook in het bekertoernooi deed Neftçi dat seizoen goed werk maar verloor uiteindelijk in de finale van FK Shafa Bakoe met een 2-1-eindstand. In het seizoen 2001-2002 eindigde de club dan op een 3e plaats en mocht zo dus meedoen aan de kampioenschaps play-off. Daar eindigde de club op een tweede plaats weer achter Shamkir. Omdat er bepaalde conflicten waren in het seizoen 2002-2003 werd er geen competitie gespeeld dat seizoen. In het seizoen 2003-2004 deed de club het zeer goed en wist landskampioen te worden en tegelijkertijd ook de beker te winnen. In de competitie eindigde de club als eerste met 69 punten, dat 5 meer was dan Shamkir die eindigde op een tweede plaats. Ook in het bekertoernooi ging het tussen Shamkir en Neftçi Bakoe maar ook deze keer won Neftçi tegen zijn sterke tegenstander. De wedstrijd eindigde op een 1-0-eindstand. In het seizoen 2004-2005 wordt Neftçi voor de tweede keer achterelkaar alweer kampioen. In de competitie eindigde de club op een gedeelde eerste plaats samen met aartsrivaal FK Khazar Lenkoran. Bij de kampioenschaps play-off won Neftçi met 2-1 van zijn tegenstander. In het seizoen 2005-2006 deed de club het iets onder de verwachtingen van de supporters. Terwijl er verwacht werd dat de club alweer landskampioen en bekerkampioen zou worden, eindigde de club op een 3e plaats in de competitie en werd de club uitgeschakeld in halve finales in de beker van Azerbeidzjan. In het seizoen 2006-2007 werd de club tweede in de competitie en gaf het kampioenschap weg aan de aartsrivaal Khazar Lenkoran. Verder werd de club nog in 2007-2008 6e en in het seizoen 2008-2009 8e. Na deze slechte resultaten vond het bestuur dat er iets moest veranderd worden en versterkten ze zich met goede spelers. Maar dit leverde niets op want ook in het seizoen 2009-2010 eindigde de club op een slechte 5e plaats. De voorzitter ging op zoek naar een nieuwe trainer als versterking voor de club. De nieuwe trainer werd Arif Asadov en dat leverde ook in het seizoen 2010-2011 veel op. De club werd kampioen met 48 punten en kwalificeerde zich voor de groepsfase van het kampioenschap. Maar ook daar wist de club eerste te worden met zeven punten meer dan rivaal Khazar Lenkoran dat eindigde op een tweede plaats. Ook in het seizoen 2011-2012 wist de club kampioen te worden met 49 punten wat 4 punten meer was dan stadsgenoot FK Inter Bakoe dat op een tweede plaats eindigde. In het beker wist de club alweer het finale te bereiken maar verloor daar dan toch van FK Bakoe.

### 2012-
In het seizoen 2012-2013 presteert de club het beste resultaat in het UEFA Europa League, door de groepsfases te bereiken. Daar moest de club het opnemen tegen Roebin Kazan, Partizan Belgrado en Inter Milaan. Uiteindelijk werd Neftçi Bakoe derde in de groep en werd uitgeschakeld. Maar ook in de competitie deed de club het goed door de derde keer achter elkaar kampioen te worden. De club eindigde op een eerste plaats met 44 punten wat 3 punten meer was dan FK Inter Bakoe dat op een tweede plaats eindigde. Voor het seizoen 2013-2014 versterkt de club zich door de Nederlandse voetballer Melvin Platje en Ernest Nfor van KV Kortrijk over te kopen.

## Erelijst
| Nationaal                           |    |                                                      |
| Azərbaycan Premyer Liqası           | 9x | 1992, 1996, 1997, 2004, 2005, 2011, 2012, 2013, 2021 |
| Azərbaycan Kuboku                   | 6x | 1995, 1996, 1999, 2004, 2013, 2014                   |
| Azərbaycan Milli Futbol Superkuboku | 2x | 1993, 1995                                           |
| Internationaal                      |    |                                                      |
| GOS-beker                           | 1x | 2006                                                 |

## Algemeen

### Stadion

#### Tofikh Bakhramovstadion
Tofikh Bakhramovstadion is de thuisbasis van de club. Dit stadion heeft een totale capaciteit van 28.000 zitplaatsen. Het stadion is gebouwd in 1939 maar is pas geopend in 1951. Ook is het stadion nog eens vernieuwd en vergroot in 2011. Het stadion is vernoemd naar de bekende Azerbeidzjaanse voormalige scheidsrechter Tofiq Bəhramov, die ook ooit nog voor de ploeg als speler uitkwam. Dit stadion gebruikt Neftçi Bakoe wel meer voor de Europese wedstrijden.

#### Bakcell Arena
Naast het Tofikh Bakhramovstadion is ook de Bakcell Arena een thuisbasis van Neftçi Bakoe. Dit stadion was gebouwd in 2010 voor de WK vrouwen U-17 dat werd gehouden in het jaar 2012 dus werd het ook dat jaar officieel geopend. Het stadion heeft een totale capaciteit van 11.000 zitplaatsen.

### Clubkleuren en logo
De kleuren van het club zijn al sinds het oprichting zwart en wit, maar als derde kleur wordt ook soms rood gebruikt. Sinds de oprichting heeft de club vier verschillende clublogo's gehad, maar op elke logo staat er een Productieplatform. Dit wijst naar de Azerbeidzjaanse aardolie zoals die ook in de naam voorkomt namelijk Neftçi. Het laatste logo wordt al gebruikt sinds 2004. Het is een soort vierkant met een schuine onderkant met daarop weer een afbeelding van een productieplatform. Onderaan op dit platform staat in het zwart een grote N met een bal in het midden. Onder de grote N staat het oprichtingsjaar 1937 nog eens vermeld. Helemaal boven het logo is er sinds 2010 een gouden ster bijgekomen.

### Supporters
Neftçi Bakoe heeft een van de grootste en luidste supportersgroepen van het land. Deze supporters komen niet alleen uit Azerbeidzjan. De club heeft ook supporters uit landen zoals Rusland, Turkije, Duitsland en Nederland. De supporters hebben nog geen vereniging en naam.

## Statistieken

### Gespeelde divisies
- Yüksək Dəstə: 1992-
- Sovjet Top League: 1949-1950, 1960-1972, 1977-1988
- Soviet First League (Tweede divisie van het Sovjet-Unie): 1950-1960, 1972-1977, 1988-1992

### Resultaten
| 1 |

| 5 |

| 8 |

| 3 |

| 1 |

| 1 |

| 6 |

| 3 |

| 3 |

| 2 |

| 3 |

|  |

| 1 |

| 1 |

| 3 |

| 2 |

| 6 |

| 8 |

| 5 |

| 1 |

| 1 |

| 1 |

| 4 |

| 4 |

| 6 |

| 7 |

| 3 |

| 2 |

| 2 |

| 1 |

| 2 |

| 3 |

| 5 |

| Premyer Liqası |

| Premyer Liqası |

| 1 |

| 5 |

| 8 |

| 3 |

| 1 |

| 1 |

| 6 |

| 3 |

| 3 |

| 2 |

| 3 |

|  |

| 1 |

| 1 |

| 3 |

| 2 |

| 6 |

| 8 |

| 5 |

| 1 |

| 1 |

| 1 |

| 4 |

| 4 |

| 6 |

| 7 |

| 3 |

| 2 |

| 2 |

| 1 |

| 2 |

| 3 |

| 5 |

| Premyer Liqası |

| Premyer Liqası |

- In het seizoen 2002-2003 werd er door bepaalde conflicten niet gespeeld in de Azerbeidzjaanse Premyer Liqa

## Neftçi PFC in Europa
Neftçi Bakoe speelt sinds 1995 in diverse Europese competities. Hieronder staan de competities en in welke seizoenen de club deelnam:
- Champions League (7x)

1997/98, 2004/05, 2005/06, 2011/12, 2012/13, 2013/14, 2021/22
- Europa League (8x)

2012/13, 2014/15, 2015/16, 2016/17, 2018/19, 2019/20, 2020/21, 2021/22
- Conference League (3x)

2021/22, 2022/23, 2023/24
- Europacup II (1x)

1995/96
- UEFA Cup (5x)

1996/97, 1999/00, 2000/01, 2001/02, 2007/08
- Intertoto Cup (1x)

2008

## Bekende (ex-)spelers
- Ruslan Abishov
- Anatoli Banisjevski
- Yacine Hima
- Alekper Mamedov
- Edoeard Markarov
- Émile Mpenza
- Igor Mitreski
- Andrei Stepanov
- Melvin Platje
- Vagif Javadov
- Aleksandr Tsjertoganov
- Ernest Nfor
- Paulius Grybauskas
- Suat Usta